# Prémio Max Delbrück
O Prémio Max Delbrück é um prémio atribuído pela American Physical Society, que visa incentivar a pesquisa em biofísica.
Este prémio foi criado em 1981 com o nome de Prémio de Física Biológica, renomeado em 2006 para Prémio Max Delbrück. Atualmente é um prémio bianual, atribuído nos anos pares, com o valor de 10 mil dólares dos Estados Unidos.

## Premiados[1]
- 1982 — George Feher, Roderick Clayton
- 1983 — Paul Lauterbur
- 1984 — Howard Berg e Edward Purcell
- 1985 — John Hopfield
- 1986 — Hartmut Michel e Johann Deisenhofer
- 1987 — Britton Chance
- 1991 — Watt Wetham Webb
- 1992 — Hans Frauenfelder
- 1994 — Robert Pearlstein, Robert Seiple Knox
- 1996 — Seiji Ogawa
- 1998 — Rangaswamy Srinivasan
- 2000 — Paul Hansma
- 2002 — Carlos Bustamante
- 2004 — Peter Wolynes
- 2006 — Alfred Redfield
- 2008 — Steven Block
- 2010 — Xiaowei Zhuang
- 2012 — William Eaton
- 2014 — Robert Hamilton Austin
- 2015 — Stanislas Leibler
- 2016 — Stephen Quake
- 2017 — Alan Perelson